# Hypercompe semiclara
Hypercompe semiclara là một loài bướm đêm thuộc phân họ Arctiinae, họ Erebidae.